# عربی شامی شمالی
عربی شامی شمالی زیر شاخه‌ای از عربی شامی است که خود یکی از گویش‌های عربی به‌شمار می‌رود. گاه بدین گویش عربی سوری-لبنانی نیز گفته می‌شود گرچه در مواردی این عنوان به کل خانواده شامی گفته می‌شود. این گویش با بیش از ۲۴ میلیون گویشور در سراسر جهان، زبان گفتار روزمره در لبنان و سوریه و در کنار عربی مصری یکی از دو گویش غالب و معیار عربی گفتاری در جهان عرب است.
عربی شامی شمالی در شمال از ترکیه، به ویژه مناطق ساحلی استان‌های آدانا، ختای و مرسین آغاز با گذر از مناطق ساحل مدیترانه سوریه (استان‌های لاذقیه و طرطوس) و همچنین مناطق حلب و دمشق در لبنان به پایان می‌رسد.

## گویش‌ها
- سوری: همچون لهجه‌های دمشقی و حلبی.[۳]
- لبنانی: لهجه‌های لبنانی شمالی، لبنانی جنوبی، لبنانی کوهی، عربی دروزی، لبنانی معیار، بقاعی، سنی بیروتی، سنی صیدایی، سنی اقلیم‌الخروبی، جدیده‌ای[۳]
- چوکوروا، ترکیه: کیلیکیایی/چوکوروایی[۳]